# Gerard III van Gulik
Gerard III van Gulik (overleden in 1118) was van 1081 tot aan zijn dood graaf van Gulik. Hij behoorde tot het huis Gulik.

## Levensloop
Gerard III was een zoon van graaf Gerard II van de Gulikgouw en diens onbekend gebleven echtgenote.
In 1081 volgde hij zijn vader op als graaf van Gulik. In die hoedanigheid was hij een vazal van de hertogen van Opper-Lotharingen en tevens beschermheer van de Sint-Gereonkerk en de Sint-Kunibertkerk in Keulen. Hierdoor lag hij aan de basis van de eeuwenlange conflicten tussen de aartsbisschoppen van Keulen en de graven van Gulik.
In 1114 vervoegde Gerard de liga die Frederik I van Schwarzenburg, de aartsbisschop van Keulen, had gevormd tegen keizer Hendrik V. Het keizerlijke leger viel daarop zijn landerijen binnen en nam hem tijdens een veldslag gevangen, alvorens hij na de overwinning van zijn bondgenoten tegen de keizer werd vrijgelaten.
Gerard III, die rond 1118 overleed, kreeg met zijn onbekend gebleven echtgenote drie zonen: Gerard IV (overleden in 1135), graaf van Gulik; Willem, stichter van het huis Schellaert, en Alexander I (overleden in 1135), prins-bisschop van Luik.